# La traición de Isengard
La traición de Isengard es un libro ideado por el autor británico J. R. R. Tolkien, pero editado y publicado en mayo de 1994 por su hijo, Christopher Tolkien. Su título original fue The Treason of Isengard, correspondiente a Urwin Hyman en 1989.
Este escrito relata el complot del mago Saruman y su abandono del bando de la luz. Responde a la segunda parte de la novela de la que proviene El Señor de los Anillos, la idea que Tolkien tenía sobre cómo debía de ser la caída a la oscuridad de Isengard. Hace especial foco en las gentes del sur y el este de las Montañas Nubladas, las criaturas del bosque (como los ents), los jinetes de Rohan y en las tierras de Orthanc. También, se hace referencia a una Galadriel primitiva, a Gondor y a la captura de Frodo Bolsón en  Minas Morgul y su rescate impulsado por Sam Gamyi. Presenta, además, los esbozos de un primer mapa de la Tierra Media y un alfabeto rúnico estructurado y analizado desde el Libro de Mazarbul.
Junto con El retorno de la Sombra (1), La Guerra del Anillo (3) y El fin de la Tercera Edad (4) compone la serie de La historia de El Señor de los Anillos.